# Norman Smith
Norman Smith, né le 22 février 1923 à Edmonton, borough londonien d'Enfield et mort le 3 mars 2008 dans le Sussex de l'Est, est un musicien et producteur britannique. Il fut l'ingénieur du son des studios EMI d'Abbey Road à Londres ayant travaillé aux côtés du producteur George Martin sur tous les disques des Beatles, depuis leur première audition le 6 juin 1962, jusqu'à l'album Rubber Soul en 1965, soit sur environ 180 chansons du groupe phare des années 1960. Surnommé Normal par John Lennon, il en fera un livre de mémoires « John Lennon Called Me Normal » publié en 2007.

## Biographie
Parmi les nombreuses anecdotes racontées par Norman Smith, il y a celle-ci, à propos de la chanson She Loves You des Beatles :  « Le 1er juillet 1963 aux Studios EMI d'Abbey Road] J’étais en train d’installer les micros, quand j’ai vu les paroles sur un pupitre. Un regard rapide vers « she loves you yeah yeah yeah, she loves you yeah yeah yeah yeah » pour me dire « oh mon dieu quelles paroles ! Je ne vais pas aimer ce titre ! » Mais quand ils ont commencé à la jouer, bang, wow, terrible, j’étais devant la table de mixage et je sautais dans tous les sens ! »
Promu producteur par EMI fin 1965 après l'enregistrement de Rubber Soul, il dirigera la réalisation des trois premiers disques des Pink Floyd — The Piper at the Gates of Dawn, A Saucerful of Secrets, et Ummagumma — puis un des premiers concept-albums du rock, S.F. Sorrow des Pretty Things.
Il est aussi connu comme musicien sous le pseudonyme de « Hurricane Smith », auteur et interprète des hits Don't Let It Die en 1971 et Oh Babe What Would You Say? en 1972, no 1 du Cashbox aux États-Unis cette année-là.
Il est mort le 3 mars 2008 dans le Sussex de l'Est, à l'âge de 85 ans.